# طوفان (فیلم ورزشی ۱۹۹۹)
طوفان (انگلیسی: The Hurricane) فیلمی آمریکایی در ژانر فیلم زندگی‌نامه‌ای، ورزشی و درام به کارگردانی و تهیه‌کنندگی نورمن جویسون با بازی دنزل واشینگتن است که در سال ۱۹۹۹ منتشر شد.

## داستان
سرگذشت قهرمان سیاه‌پوست بوکس، رابین کارتر معروف به هاریکین (طوفان) که برای جرمی که انجام نداده بود، نزدیک به بیست سال را در زندان گذراند و…

## بازیگران
- دنزل واشینگتن
- دبورا کارا آنگر
- لیو شرایبر
- جان هانا
- دن هدایا
- دبی مورگان
- کلنسی براون
- دیوید پیمر
- راد استایگر
- وینسنت پاستوره